# C. C. Catch
Pour les articles homonymes, voir Catch (homonymie).
C. C. Catch, née Caroline Catharina Müller le 31 juillet 1964 à Oss, est une chanteuse néerlando-allemande d'Europop.

## Biographie
Caroline Müller est née à Oss (Pays-Bas). Dès 1979, elle s'installe avec sa famille en Allemagne. En 1980, elle intègre le groupe Optimal. Mais c'est en 1985 qu'elle va commencer à connaître le succès avec le début de sa collaboration avec Dieter Bohlen, le fondateur du groupe Modern Talking. C'est à ce moment qu'elle prend le pseudonyme de C. C. Catch.
Dieter Bohlen va écrire et produire toutes les chansons de C. C. Catch, la hissant en haut du hit-parade, principalement en Allemagne et dans les pays de l'Est.
À la fin des années 1980, des tensions vont commencer à apparaître entre Dieter Bohlen et Caroline Müller, cette dernière voulant participer à l'écriture et la composition des chansons. Mais Dieter refuse. Cela met donc fin à leur collaboration en 1989. Cette même année, elle sort son premier album sans Bohlen Hear What I Say, produit en partie par Andy Taylor et Duran Duran et enregistré au Royaume-Uni.
Pendant un temps, C.C. Catch, en coopération avec le producteur de musique électronique russe Dmitri Frolov, a travaillé sur de nouvelles chansons comme Supernature Power. La première version de cette musique fut dévoilée à l'occasion d'une représentation pour le Caro's Forbes Club en Russie. Mais le projet fut finalement abandonné.
En 2010, elle a sorti un single intitulée Unborn Love. Cette chanson a été produite par le producteur espagnol Juan Martinez.

## Discographie

### Albums
- 1986 : Catch the Catch
- 1987 : Welcome to the Heartbreak Hotel
- 1987 : Like a Hurricane
- 1988 : Diamonds
- 1988 : Big Fun
- 1989 : Hear What I Say
- 1998 : Best of '98

### Singles
- 1985 : I Can Lose My Heart Tonight
- 1986 : Cause You Are Young
- 1986 : Strangers By Night
- 1986 : Heartbreak Hotel
- 1986 : Heaven And Hell
- 1987 : Are You Man Enough
- 1987 : Soul Survivor
- 1988 : House Of Mystics Lights
- 1988 : Backseat Of Your Cadillac
- 1988 : Summer Kisses
- 1989 : Nothing But A Heartache
- 1989 : Baby I Need Your Love
- 1989 : Good Guys Only Win In Movies
- 1989 : Big Time
- 1989 : Midnight Hour
- 1990 : The 7-Inch Decade Remix (uniquement en Espagne)
- 1998 : C.C.Catch Megamix '98
- 1998 : Soul Survivor '98
- 1999 : I Can Lose My Heart Tonight '99
- 2003 : Shake Your Head
- 2004 : Silence
- 2010 : Unborn Love